# Ducado de Massa y Carrara
El Ducado de Massa y Carrara  era el ducado que controlaba las ciudades de Massa di Carrara y Carrara bajo el dominio del Sacro Imperio Romano Germánico. La zona es ahora parte de la Italia unificada, pero conserva su identidad local como la provincia de Massa-Carrara.

## Historia
El núcleo original de este territorio fue creado oficialmente el 22 de febrero de 1473 con la compra del señorío de Carrara (pueblos de Carrara, Moneta y Avenza) por el señorío de Massa por el marqués de Massa Iacopo Malaspina, que se obtuvo del conde Antoniotto Filoremo de Génova, jefe de la familia Campofregoso de Milán. El título noble de Malaspina se convirtió en el marqués de Massa y señores de Carrara.
Originalmente, la casa de Malaspina estaba en la ciudad de Carrara, pero, como consecuencia de los frecuentes enfrentamientos con los invasores franceses que a menudo se producían en la ciudad, el marqués se trasladó a la ciudad de Massa.
Después de dos generaciones, la familia Malaspina se extinguió al no haber más descendientes varones. Ricciarda Malaspina, nieta de Iacopo y última heredera directa de la casa, se casó en 1520 con Cybo Lorenzo, miembro de una influyente familia genovesa en un principio relacionada con los Médici y el Papa Inocencio VIII.
De este matrimonio se originó la nueva casa de Cybo-Malaspina.
Bajo su mandato el territorio se encontró con un período muy próspero, gracias a la conjunción favorable del mercado del mármol, que fue altamente solicitado por las cortes renacentistas de la época. Alberico I, consciente de que su territorio estaba rodeado por vecinos más poderosos e influyentes que él, decidió someterse al Sacro Imperio Romano de Carlos V (1554). Debido a los logros culturales y económicos del gobierno de Alberico I, la ciudad de Carrara fue galardonada con el título de marquesado en 1558. En 1568 el marquesado fue elevado a un principado por el emperador Maximiliano II.
En 1664 el territorio de Massa se convirtió en un ducado y Carrara se convirtió en un principado. Los Cybo-Malaspina ganaron el título de duques de Massa y príncipes de Carrara.
En 1738 María Teresa Cybo-Malaspina, última descendiente de la familia, se casó con Hércules III de Este, el último heredero varón del ducado de Módena. Su hija María Beatriz Ricarda de Este por lo tanto recibió el gobierno en ambos territorios, que de todos modos quedaron como dos estados y entidades separados hasta su muerte.
En 1796, los Este, fueron privados de sus posesiones por la invasión de las tropas de Napoleón Bonaparte. Napoleón anexionó el territorio a la República Cispadana, entonces en periodo de fusión con la República Cisalpina.
Durante este tiempo, el territorio fue brevemente motivo de disputas entre Napoleón y la coalición austriaca antifrancesa (1799), y experimentó una rápida sucesión de diferentes sistemas administrativos más o menos provisionales (departamento de los Alpes Apuanos, Regencia Imperial y Real Provisional de Massa Carrara, y de nuevo departamento de los Alpes Apuanos y finalmente distrito de Massa).
Como cambio administrativo definitivo, en 1806 el emperador francés dio el ducado de Massa y Carrara al principado de Lucca y Piombino, gobernado por su hermana mayor Elisa Bonaparte.
Durante la dominación napoleónica Beatriz María se vio obligada a refugiarse en Viena, en la corte de su marido, el archiduque Fernando de Austria-Este, tío del emperador Francisco I de Austria.
Con la caída del régimen napoleónico, el Congreso de Viena reasignó a María Beatriz todos los territorios que habían sido sustraídos. Posteriores tratados como el de Florencia de 1844, dieron a la familia Este los siguientes territorios: el marquesado de Fosdinovo, marquesado de Olivola y Bibola,  Aulla, Casola in Lunigiana, Comano, Fivizzano, Licciana, Montignoso, Podenzana y Tresana.
En 1829, a la muerte de María Beatriz, el ducado de Massa y Carrara fue anexado al ducado de Módena y Reggio por su hijo Francisco IV de Módena.
En 1859, con la deposición de Francisco V de Módena, el ducado de Módena y Reggio (que también incluía los territorios de Massa y Carrara) se unió definitivamente al Reino de Piamonte-Cerdeña, con la formación de la provincia de Massa-Carrara en diciembre de 1859.

## Marqueses, Príncipes y Duques de Massa y Carrara
- Antonio Malaspina (1442-1445). Marqués de Massa y Marqués de Fosdinovo.
- Iacopo Malaspina (1445-1481). Marqués de Massa y Señor de Carrara desde 1473.
- Alberico II Malaspina (1481-1519).
- Ricciarda Cybo-Malaspina (1519-1546) y (1547-1553).
- Giulio I Cybo-Malaspina (1546-1547).
- Alberico I Cybo-Malaspina (1554-1623). Marqués de Massa y Marqués de Carrara desde 1558, después Príncipe de Massa y Marqués de Carrara desde 1568.
- Carlos I Cybo-Malaspina (1623-1662).
- Alberico II Cybo-Malaspina (1662-1690). Duque de Massa y Príncipe de Carrara, desde 1664.
- Carlos II Cybo-Malaspina (1690-1710).
- Alberico III Cybo-Malaspina  (1710-1715).
- Alderano I Cybo-Malaspina (1715-1731).
- María Teresa Cybo-Malaspina (1731-1790).
- María Beatriz de Este (1790-1796).

- Anexión a la República Cispadana, la República Cisalpina, la República Italiana y el Reino de Italia tras la invasión de Napoleón (1796-1806).

- Elisa Bonaparte Baciocchi (1806-1814).
- María Beatriz de Este (1815-1829).

- El ducado es anexionado al Ducado de Módena y Reggio.